# Venusticrus insolitus
Venusticrus insolitus är en kräftdjursart som först beskrevs av Gardiner 1975.  Venusticrus insolitus ingår i släktet Venusticrus och familjen Neotanaidae. Inga underarter finns listade i Catalogue of Life.